# Santiago Mitre
Santiago Mitre (Buenos Aires; 4 de diciembre de 1980) es un director y guionista de cine argentino.

## Biografía
Cursó sus estudios en la Universidad del Cine.

### Carrera
En 2004 codirigió junto a Alejandro Fadel, Martín Mauregui y Juan Schnitman, El amor - primera parte, presentada en el BAFICI y la Settimana Internazionale della Critica de Venecia. En 2006 empezó a escribir para cine y televisión. Escribió tres largometrajes de Pablo Trapero: Leonera (Cannes competición de 2008); Carancho  (Un certain regard de 2010) y Elefante Blanco (Un certain regard de 2012). También escribió junto a Adrián Caetano y Walter Salles entre otros.
En 2011, se asoció a Agustina Llambí Campbell, Alejandro Fadel y Martín Mauregui, para fundar la productora independiente La Unión de los Ríos, con la que produjo su primer largometraje como director, El estudiante. La película participó en festivales en todo el mundo y obtuvo varios premios. Se destacan el Premio Especial del Jurado en el Festival de Locarno, el Premio Especial del Jurado en Bafici; el de Mejor Película en Gijón; y Mejor Película en Cartagena; entre otros. El estudiante fue estrenada comercialmente en Francia, España, Italia, Grecia y Estados Unidos, entre otros países. El estudiante fue realizada sin haber obtenido el apoyo del Instituto Nacional de Cine y Artes Audiovisuales y fue bien recibida por la crítica. El crítico Leonardo D’Espósito opinó en la revista Noticias que es un thriller político lleno de suspenso, de zancadillas, de pequeñas victorias, de traiciones, de sexo, de manipulaciones. Una dinámica y despiadada radiografía del poder que utiliza como escenario la universidad. Un retrato de la UBA más allá de lo preciso hasta la sátira que se refiere de modo transparente a la miseria y la grandeza de nuestra vida política o, más allá, a la naturaleza y el manejo del poder, un tema que excede cualquier coyuntura. Opera prima realizada con un profesionalismo abrumador sin los subsidios del INCAA, no solo es el mejor filme argentino del año, sino una obra histórica.
En abril de 2013 presentó en el BAFICI, el mediometraje, “Los posibles”, codirigido junto a Juan Onofri Barbato, un trabajo de cruce entre cine y danza.
Su segundo largometraje como guionista y director, La patota, fue estrenado en La Semaine de la Critique del Festival de Cannes 2015, donde obtuvo el Gran Prix a la mejor película y el Premio  FIPRESCI. También fue galardonada en el Festival de San Sebastián donde obtuvo los tres premios principales de su sección: El Gran Premio Horizontes Latinos, el Premio EZAE de la Juventud, y el Premio Otra Mirada. Era imposible conseguir más premios: la argentina Paulina de Santiago Mitre, se proyectaba en San Sebastián dentro de la sección Horizontes Latinos. No solo ha ganado en este prestigioso apartado, que este año rebosaba de buen cine tras la impresionante cosecha latinoamericana de 2015, sino que también ha obtenido el Premio de la Juventud y el Premio Otra mirada, para películas que giren alrededor del universo femenino. Es decir, tres de tres.
Luego dirigió La cordillera, una película argentina dramática y de suspenso de 2017. La misma está protagonizada por Ricardo Darín, Dolores Fonzi, Érica Rivas, Gerardo Romano, Paulina García, Alfredo Castro, Daniel Giménez Cacho, Elena Anaya, Leonardo Franco y Christian Slater. Esta tuvo su estreno mundial en el Festival de Cannes 2017 en la sección oficial Un Certain Regard. Es la cuarta película argentina más taquillera de 2017 y consiguió un total de 654.137 espectadores.
En 2022 fue director de la película Argentina 1985 sobre los juicios a las juntas militares que encabezaron la última dictadura en Argentina. La película tuvo su estreno mundial el 3 de septiembre de 2022 en la competencia oficial de la 79.ª edición del Festival Internacional de Cine de Venecia, donde ganó el premio FIPRESCI de la crítica internacional a la mejor película. Días después, ganó el premio del público en la 70.ª edición del Festival Internacional de Cine de San Sebastián.
Fue nombrada una de las 5 mejores películas internacionales de 2022 por la National Board of Review, ganadora en los Premios Globos de Oro en la categoría de mejor película en lengua no inglesa y a su vez, fue nominada en la categoría mejor película internacional en la 95.ª edición de los Premios Óscar.

## Vida personal
Desde 2015 se encuentra en pareja con la actriz y directora de cine argentina Dolores Fonzi, a quien conoció en 2014 en el set de la película La patota, dirigida por Mitre y protagonizada por Fonzi.

## Filmografía

### Director
- El escondite (2002, cortometraje)
- El amor (2005)
- El estudiante (2011)
- Los posibles (2013, mediometraje)
- La patota (2015)
- La cordillera (2017)
- Pequeña flor (2022)[4]
- Argentina, 1985 (2022)

### Guionista
- El escondite (2002, cortometraje)
- El amor (2005)
- Leonera (2008)
- Carancho (2010)
- Contra las cuerdas (2010, telenovela)
- El estudiante (2011)
- Elefante blanco (2012)
- 7 días en La Habana (2012) - coguionista del segmento "Jam Session"
- La patota (2015)
- La cordillera (2017)
- Pequeña flor (2022)[4]
- Argentina, 1985 (2022)

### Montador
- Una noche (2002, cortometraje)
- El escondite (2002, cortometraje)

### Actor
- Sábado a la noche, domingo a la mañana (2002)

## Premios y nominaciones
Premios Óscar
| Año  | Categoría                    | Película        | Resultado |
| ---- | ---------------------------- | --------------- | --------- |
| 2023 | Mejor película internacional | Argentina, 1985 | Nominado  |

Premios Globo de Oro
| Año  | Categoría                           | Película        | Resultado |
| ---- | ----------------------------------- | --------------- | --------- |
| 2023 | Mejor película en lengua no inglesa | Argentina, 1985 | Ganador   |

Premios Satellite
| Año  | Categoría                 | Película        | Resultado |
| ---- | ------------------------- | --------------- | --------- |
| 2023 | Mejor película extranjera | Argentina, 1985 | Ganador   |

Premios BAFTA
| Año  | Categoría                          | Película        | Resultado |
| ---- | ---------------------------------- | --------------- | --------- |
| 2023 | Mejor película de habla no inglesa | Argentina, 1985 | Nominado  |

Premios Goya
| Año  | Categoría                     | Película        | Resultado |
| ---- | ----------------------------- | --------------- | --------- |
| 2023 | Mejor película iberoamericana | Argentina, 1985 | Ganador   |

Festival Internacional de Cine de Venecia
| Año  | Categoría       | Película        | Resultado |
| ---- | --------------- | --------------- | --------- |
| 2022 | León de Oro     | Argentina, 1985 | Nominado  |
| 2022 | Premio FIPRESCI | Argentina, 1985 | Ganador   |

Festival de Cannes
| Año  | Categoría            | Película      | Resultado |
| ---- | -------------------- | ------------- | --------- |
| 2015 | Semana de la crítica | La patota     | Ganador   |
| 2015 | FIPRESCI             | La patota     | Ganador   |
| 2017 | Un Certain Regard    | La cordillera | Nominado  |

Premios Platino
| Año  | Categoría       | Película        | Resultado |
| ---- | --------------- | --------------- | --------- |
| 2018 | Mejor película  | La cordillera   | Nominado  |
| 2023 | Mejor película  | Argentina, 1985 | Ganador   |
| 2023 | Mejor dirección | Argentina, 1985 | Nominado  |
| 2023 | Mejor guion     | Argentina, 1985 | Ganador   |

Premios Cóndor de Plata
| Año  | Categoría            | Película        | Resultado | Ref.          |
| ---- | -------------------- | --------------- | --------- | ------------- |
| 2009 | Mejor guion original | Leonera         | Nominado  | [ 6 ]         |
| 2011 | Mejor guion original | Carancho        | Nominado  | [ 7 ]         |
| 2012 | Mejor ópera prima    | El estudiante   | Ganador   | [ 8 ] [ 9 ]   |
| 2012 | Mejor dirección      | El estudiante   | Nominado  | [ 8 ] [ 9 ]   |
| 2012 | Mejor guion original | El estudiante   | Ganador   | [ 8 ] [ 9 ]   |
| 2016 | Mejor película       | La patota       | Nominado  | [ 10 ] [ 11 ] |
| 2016 | Mejor dirección      | La patota       | Nominado  | [ 10 ] [ 11 ] |
| 2016 | Mejor guion adaptado | La patota       | Ganador   | [ 10 ] [ 11 ] |
| 2023 | Mejor película       | Argentina, 1985 | Ganador   |               |
| 2023 | Mejor dirección      | Argentina, 1985 | Ganador   |               |
| 2023 | Mejor guion original | Argentina, 1985 | Ganador   |               |

Premios Sur
| Año  | Categoría            | Película        | Resultado | Ref.          |
| ---- | -------------------- | --------------- | --------- | ------------- |
| 2008 | Mejor guion original | Leonera         | Nominado  | [ 12 ]        |
| 2010 | Mejor guion original | Carancho        | Nominado  | [ 13 ]        |
| 2011 | Mejor película       | El estudiante   | Nominado  | [ 14 ] [ 15 ] |
| 2011 | Mejor ópera prima    | El estudiante   | Ganador   | [ 14 ] [ 15 ] |
| 2011 | Mejor dirección      | El estudiante   | Nominado  | [ 14 ] [ 15 ] |
| 2011 | Mejor guion original | El estudiante   | Ganador   | [ 14 ] [ 15 ] |
| 2012 | Mejor guion original | Elefante blanco | Nominado  | [ 16 ]        |
| 2015 | Mejor película       | La patota       | Nominado  | [ 17 ]        |
| 2015 | Mejor dirección      | La patota       | Nominado  | [ 17 ]        |
| 2015 | Mejor guion adaptado | La patota       | Nominado  | [ 17 ]        |
| 2017 | Mejor película       | La cordillera   | Nominado  | [ 18 ]        |
| 2017 | Mejor dirección      | La cordillera   | Nominado  | [ 18 ]        |

Otros premios
| Evento        | Año  | Categoría              | Trabajo                |
| ------------- | ---- | ---------------------- | ---------------------- |
| Premios Konex | 2021 | Guionista de la década | Guionista de la década |